# Fly to the Dance
《Fly to the Dance》為韓國JTBC的綜藝節目。為Begin Again製作團隊新作品，帶領韓國舞者至美國紐約、洛杉磯進行街頭舞蹈表演與一起旅行的時光紀錄。